# نقد کتاب نیویورک
نقد کتاب نیویورک (انگلیسی: The New York Review of Books) یک مجله نیمه ماهانه با مقالاتی در زمینه ادبیات، فرهنگ، اقتصاد، علم و امور جاری است. این مجله که در شهر نیویورک منتشر می‌شود، الهام گرفته از این ایده است که بحث در مورد کتاب‌های مهم یک فعالیت ادبی ضروری است. اسکوایر (مجله) آن را «برترین مجله ادبی-روشنفکری در زبان انگلیسی» نامیده‌است.